# Tamāra Dauniene
Tamāra Dauniene   (Ioixkar-Olà, 22 de setembre de 1951) és una exjugadora de bàsquet letona que va competir sota bandera soviètica durant la dècada de 1970.
El 1976 va prendre part en els Jocs Olímpics de Mont-real, on guanyà la medalla d'or en la competició de bàsquet. En el seu palmarès també destaca una medalla d'or al Campionat del Món de bàsquet de 1971 i dues al Campionat d'Europa de bàsquet (1974 i 1976). A nivell de clubs guanyà la lliga soviètica de 1974, 1975 i 1976 i l'Copa d'Europa de 1975, sempre amb el Daugava Riga.